# Macrovision
Macrovision ist ein analoges Kopierschutz-System, welches von der gleichnamigen Firma Macrovision Corporation gepflegt wird. 
Die Patente für die Verfahren zur Verschlüsselung und Entstörung werden von der Firma Macrovision gehalten.

## Macrovision in VHS
Im Videosystem VHS fand das erste von der Firma Macrovision (1983) entwickelte Kopierschutzverfahren Anwendung. Um dem Bestreben der Filmbranche nach einer möglichst flächendeckenden Verbreitung des Kopierschutzes nachzukommen, wurde der 1976 entwickelte VHS-Standard 1985 von JVC um die Regelung erweitert, dass VHS-Lizenznehmer nur noch VHS-Aufzeichnungsgeräte mit automatischer Verstärkungsregelung (AGC) bauen dürfen. Macrovision funktioniert rein analog, indem es auf der Kassette in die Austastlücke des aufgezeichneten Videosignals ein Signal einfügt, das die automatische Verstärkungsregelung des beim Kopiervorgang empfangenden Videorekorders verwirren soll. Dies wird erreicht, indem in einigen Zeilen dieses Bereiches ein Signal aufgezeichnet wird, das zwischen dem Synchronimpuls-Pegel („schwärzer als schwarz“) und einem sehr hellen Weiß umschaltet. Dadurch vermutet der Videorekorder, dass das Signal viel zu stark ist, und regelt es herunter. Zeichnet man beim Erstellen einer Kopie ein derartiges Signal mit einem VHS-Recorder mit AGC auf, ist die Kopie aufgrund starker und schneller Helligkeitsschwankungen und/oder Synchronstörungen unbrauchbar. Es ist erwähnenswert, dass Videorekorder anderer Formate für dieses Macrovision-Signal nicht anfällig sind. Ebenso unanfällig sind natürlich die professionellen VHS-Aufzeichnungsmaschinen, die zum Bespielen von Kaufkassetten verwendet werden – ansonsten wären schon die Originalkassetten nicht richtig abspielbar. Das reine Abspielen von Macrovision-Kassetten vom Videorekorder zum Fernseher funktioniert (bei Fernsehgeräten seit Mitte der 1980er Jahre) ohne Störungen, da die Fernsehgeräte in der Lage sind, das Rücklaufsignal durch Generatoren selbst aufzubauen.

## Macrovision auf DVD
Auf Video-DVDs wird Macrovision in einer anderen Weise genutzt. DVDs zeichnen anders als analoge Videokassetten nicht das Videosignal selbst auf, sondern nur einen kodierten Bildinhalt; das Videosignal wird erst im Abspielgerät erzeugt. Der kodierte Bildinhalt auf einer DVD enthält keine Daten für die Austastlücke. Daher kann ein Macrovisions-Signal nicht auf der DVD selbst gespeichert werden. Vielmehr enthält die DVD nur ein Flag (digitale Markierung), das dem Abspielgerät mitteilt, dass es ein Macrovision-Signal ins erzeugte Videosignal einfügen soll. Manche DVD-Spieler fügen jedoch immer das Macrovision-Störsignal hinzu, unabhängig davon, ob ein Flag vorhanden ist oder nicht. Viele DVD-Spieler lassen sich mittels einer geänderten Firmware dazu bringen, dieses Flag zu ignorieren; eine solche Firmwareänderung darf in Deutschland allerdings nicht mehr von Firmen gegen Entgelt durchgeführt werden.

## Störungen einiger Empfangsgeräte
Da das Macrovision-Signal auch Stellen mit dem Synchronimpulspegel enthält, wird es von einigen Geräten als mehrere Bildzeilen interpretiert, wodurch die Bildlage gestört wird – das Bild erscheint nach oben verschoben, oder es läuft durch. Besonders ältere Videoprojektoren sind dafür anfällig.
Auch manche alten Fernsehgeräte (bis circa Baujahr 1980) haben mit dem Macrovision-Signal Probleme. Einige Hersteller (z. B. Nordmende) haben deshalb bei ihren damaligen Fernsehgeräten spezielle Programmplätze eingerichtet, bei deren Auswahl die Auswertung des Schwarzpegels modifiziert wurde.